# Duas Barras
Duas Barras este un oraș în unitatea federativă Rio de Janeiro (RJ), Brazilia.